# マリポサ郡 (カリフォルニア州)

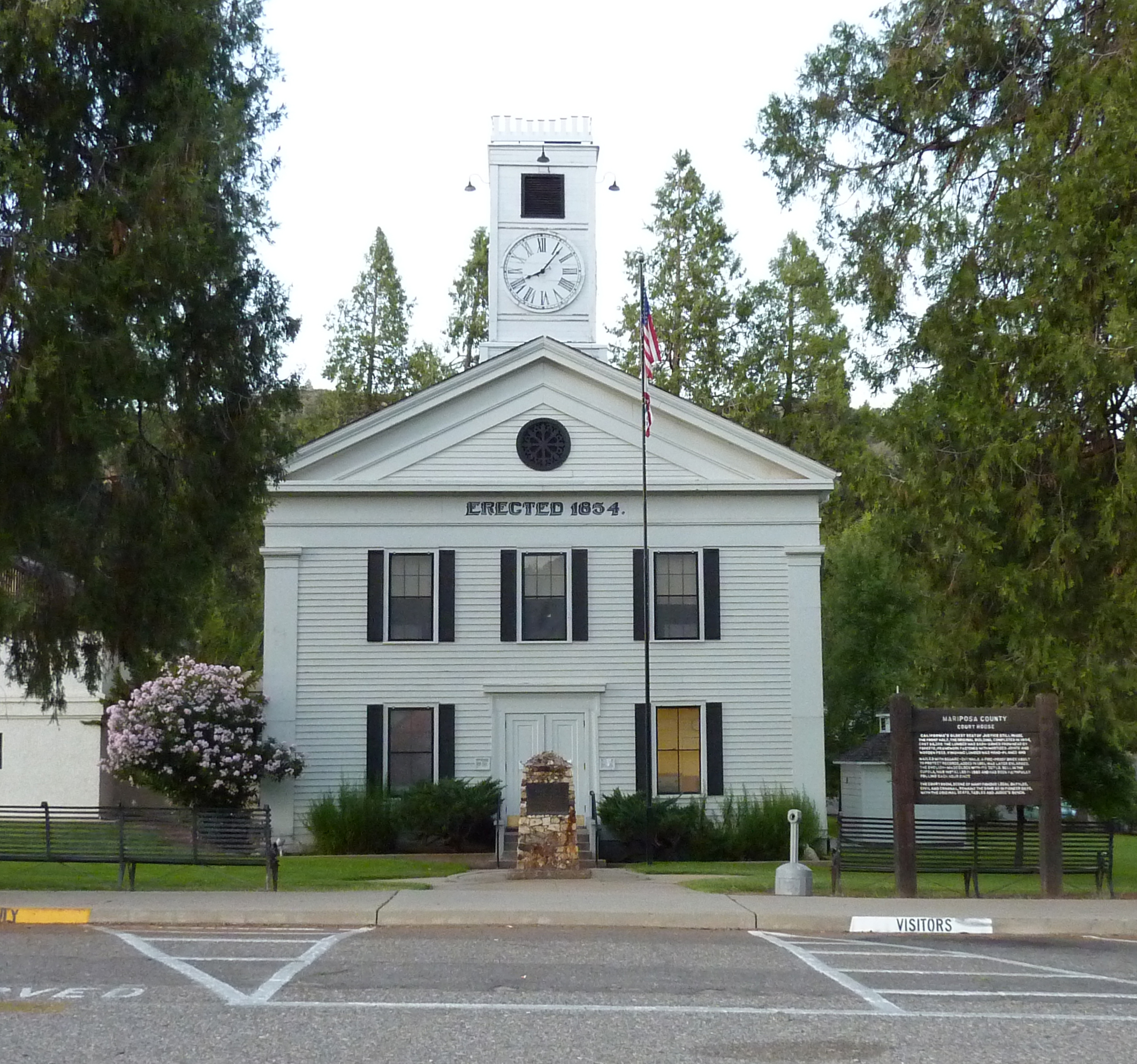
郡裁判所

マリポサ郡（Mariposa County）は、アメリカ合衆国カリフォルニア州の郡である。人口は1万7131人（2020年）。郡庁所在地はマリポサである。シエラネバダ山の西部麓の小丘に位置する。郡の東半分はヨセミテ国立公園に含まれる。

## 地理
アメリカ合衆国統計局によると、この郡は総面積3,789 km2 (1,463 mi2) である。このうち3,758 km2 (1,451 mi2) が陸地で30 km2 (12 mi2) が水地域である。総面積の0.80%が水地域となっている。

## 人口動静
2000年の国勢調査で、この郡は人口17,130人、6,613世帯、及び4,490家族が暮らしている。人口密度は5/km2 (12/mi2) である。2/km2 (6/mi2) の平均的な密度に8,826軒の住居が建っている。この郡の人種的構成は白人88.93%、アフリカン・アメリカン0.67%、先住民3.51%、アジア0.71%、太平洋諸島系0.13%、その他の人種2.67%、及び混血3.38%である。人口の7.76%がヒスパニックまたはラテン系である。
この郡内の住民は21.60%が18歳未満の未成年、18歳以上24歳以下が6.90%、25歳以上44歳以下が25.10%、45歳以上64歳以下が29.20%、及び65歳以上が17.20%にわたっている。中央値年齢は43歳である。女性100人ごとに対して男性は104.70人である。18歳以上の女性100人ごとに対して男性は105.40人である。
この郡の世帯ごとの平均的な収入は34,626米ドルであり、家族ごとの平均的な収入は42,655米ドルである。男性は31,194米ドルに対して女性は25,440米ドルの平均的な収入がある。この郡の一人当たりの収入 (per capita income) は18,190米ドルである。人口の14.80%及び家族の10.50%は貧困線以下である。全人口のうち18歳未満の16.50%及び65歳以上の9.00%は貧困線以下の生活を送っている。